# Socialkommissionen
Socialkommissionen var en dansk kommission, der blev nedsat af KV-regeringen i 1991.
Kommissionen bestod af syv medlemmer med tidligere socialminister Aase Olesen som formand, mens Jørgen Søndergaard ledede dens sekretariat. 
Den havde til at opgave at analysere og vurdere overførselsindkomsterne i en tid, hvor cirka 1 million danskere mellem 18 og 66 år modtog en offentlig ydelse. Det skete gennem rapporter og debatoplæg, ligesom kommissionen ved afslutningen af arbejdet i 1993 afgav et samlet forslag til en reform, der skulle styrke aktiveringsindsatsen og skabe mere gennemsigtige ydelser.
Som noget helt særligt blev kommissionen nedsat under Statsministeriet, selv om socialområdet retteligt hørte til under Socialministeriet. Det var også ret unikt, at kommissionen havde helt frie hænder. Ifølge formand Aase Olesen skal statsminister Poul Schlüter have sagt "I er ingen sparebande".
En del af kommissionens tanker blev i de følgende år til lovgivning, særligt blev aktiveringstanken implementeret i form af lov om aktiv socialpolitik, der trådte i kraft i 1998. Loven byggede dog på andre præmisser end dem, kommissionen foreslog.  

## Medlemmerne af kommissionen
- Aase Olesen, formand
- Nina Smith, professor i nationaløkonomi
- Jørn Henrik Petersen, professor i økonomi
- Peder J. Pedersen, professor i nationaløkonomi
- Anne Astrup, socialdirektør, Vejle Amt
- Ib Juul, borgmester, Herlev Kommune
- Jan Plovsing, direktør, Socialforskningsinstituttet